# Josiane Tito
Josiane da Silva Tito (Rio de Janeiro, 8 de agosto de 1979) é uma velocista e atleta brasileira. Ela participou duas vezes dos Jogos Olímpicos, sendo uma vez em Atenas 2004 e outra em Pequim 2008.

## Carreira
A carioca foi notada somente aos 15 anos, depois de se destacar em competições escolares. Pouco tempo depois de ganhar reconhecimento em todo o país, interrompeu suas atividades profissionais e acadêmicas por dois anos para se concentrar na maternidade. Então, em 2002, recomeçou sua trajetória ao mudar-se do Vasco da Gama para Presidente Prudente.
Josiane Tito competiu nos Jogos Pan-Americanos de 2003, que aconteceram em Santo Domingo, na República Dominicana, e conquistou o bronze no revezamento 4x400m na equipe com Lucimar Teodoro, Geisa Coutinho e Maria Laura Almirão, com a marca 3m28s07, estabelecendo um novo recorde sul-americano para a prova. No ano seguinte, ela competiu como parte da equipe nacional feminina de sprint para o revezamento 4×400m nos Jogos Olímpicos de 2004, em Atenas. Ela foi a segunda corredora na prova e, com um tempo de 52s44, a equipe ficou com o 5º lugar.
A atleta começou a investir nos 800m, ao invés dos 400m, para competir no Pan de 2007 um pouco antes da competição começar naquele mesmo ano. No Troféu Brasil de Atletismo do mesmo ano, ela ganhou o ouro nos 800m, vencendo Juliana dos Santos nos 100m finais, com a marca de 2m02seg68, conseguindo assim a classificação para o Pan na categoria. Ela estabeleceu um recorde pessoal de 2m01s28 para os 800 metros nos Jogos Pan-Americanos de 2007, coincidentemente em sua cidade natal, Rio de Janeiro. A atleta terminou as provas dos 800m e do revezamento 4x400m em 5º lugar, com as marcas 2m01s41 e 3m28s89 respectivamente.
Nos Jogos Olímpicos de 2008, em Pequim, Josiane disputou pela segunda vez o revezamento 4×400m, ao lado de suas companheiras Lucimar Teodoro, Maria Laura Almirão e Emmily Pinheiro. Ela correu na segunda etapa da segunda bateria, com um tempo individual de 52,60 segundos. Josiane e sua equipe terminaram o revezamento em sexto lugar com um tempo total de 3m30s10, não conseguindo avançar para a final.
Poucos dias antes do Campeonato Mundial da IAAF de 2009, em Berlim, Josiane estava entre as cinco atletas brasileiras que falharam no teste de drogas da competição para uma substância proibida EPO recombinante. Ela cumpriu uma suspensão de dois anos pela IAAF, que a tornou inelegível para competir em outros eventos internacionais, incluindo campeonatos mundiais e nacionais. A atleta foi liberada para competir novamente em 2011, junto com Lucimara Silvestre (heptatlo), Bruno Lins (200m e revezamento 4x100m) e Luciana França (400m com barreiras).
Após a reversão da suspensão por doping, Josiane voltou às pistas de atletismo na Universidade do Extremo Sul Catarinense (Unesc). Ela conseguiu a prata nos 800m e nos 400m. Ela também estava inscrita para participar do Troféu Brasil de Atletismo de 2011, na categoria  800m, porém optou por não competir na prova.
Em 2014 ela participou da Corrida de Palmas.

## Conquistas
| Ano                    | Competição                                            | Local                  | Posição                | Evento                 | Notas                  |
| Representando o Brasil | Representando o Brasil                                | Representando o Brasil | Representando o Brasil | Representando o Brasil | Representando o Brasil |
| ---------------------- | ----------------------------------------------------- | ---------------------- | ---------------------- | ---------------------- | ---------------------- |
| 1994                   | Campeonato Sul-Americano Juvenil de Atletismo de 1994 | Cochabamba, Bolívia    | 2a                     | 400 m                  | 57.71 s A              |
| 1994                   | Campeonato Sul-Americano Juvenil de Atletismo de 1994 | Cochabamba, Bolívia    | 1a                     | 4 × 400 m relay        | 3:53.14 min A          |
| 1998                   | Campeonato Mundial Júnior de Atletismo de 1998        | Annecy, França         | 6a                     | 800m                   | 2:07.52                |